# Roelof Schuiling

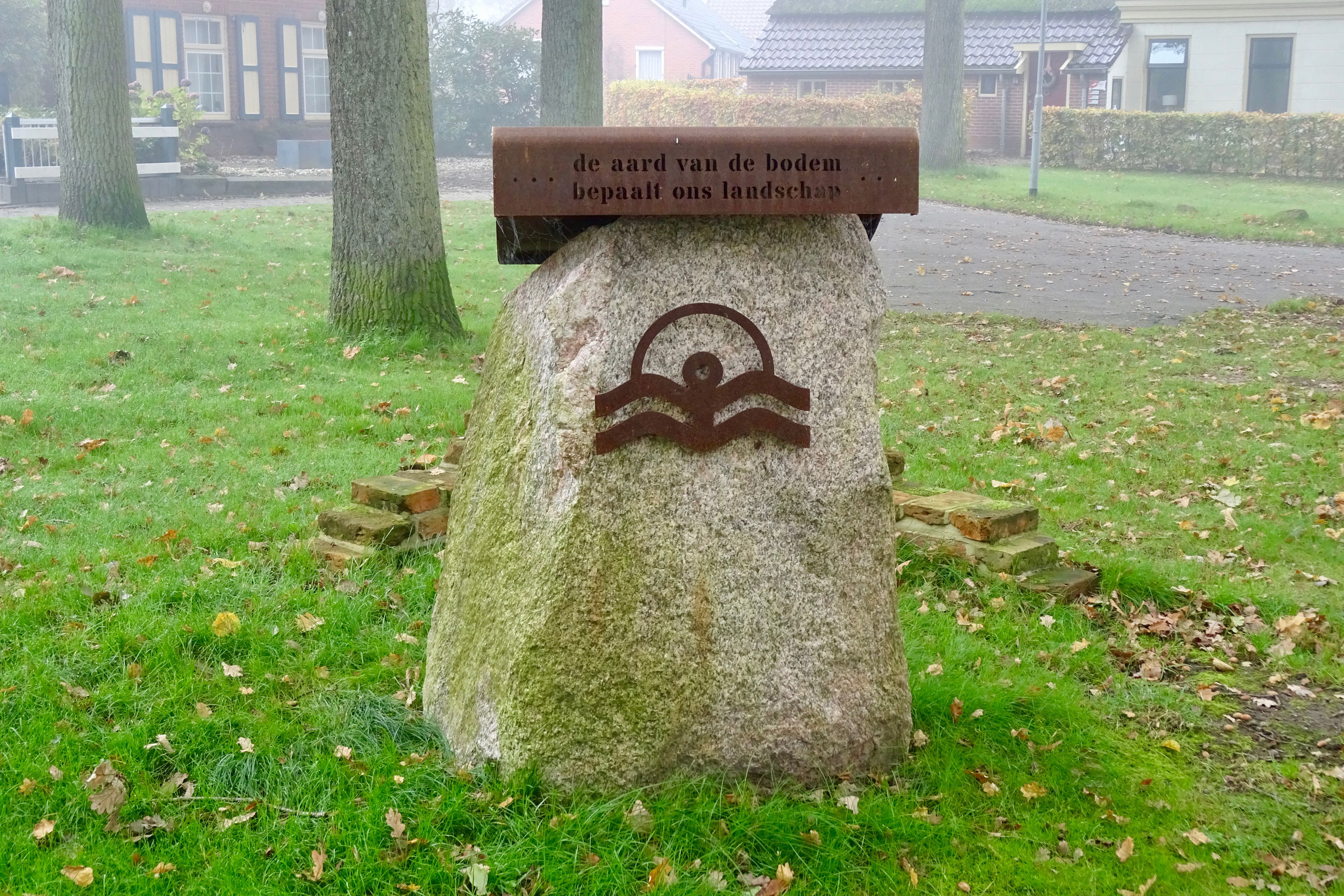
Monument voor Schuiling op de Roelof Schuilingbrink in Annen met de tekst "De aard van de bodem bepaalt ons landschap"

Roelof Schuiling (Annen, 27 mei 1854 – Deventer, 21 juni 1936) was een Nederlandse leraar aardrijkskunde. Hij was, samen met Hendrik Blink en Willem Bouwmeester, een pionier in de historisch-geografische bestudering van het Nederlandse zandgebied.

## Leven en werk
Schuiling werd in 1854 in Drentse Annen geboren als zoon van de landbouwer Jan Warners Schuiling en Hinderkien Houwing. Op de dorpsschool van Annen, een eenklassig schooltje, werd hij opgemerkt door Hendrik Jan Nassau, inspecteur van het lager onderwijs in Drenthe. Deze stimuleerde hem om verder te gaan leren en hielp hem aan een rijksbeurs. Hierdoor kon hij de opleiding aan de normaalschool in Meppel volgen. Na het behalen van zijn eindexamen in 1872 werd hij onderwijzer in Meppel. Later werkte hij onder meer aan scholen in Oldeboorn en Wildervank. In 1879 verhuisde hij naar Deventer, waar hij doceerde aan de rijkskweekschool, de MMS, HBS en het Stedelijk Gymnasium.
Hij publiceerde in 1884 Aardrijkskunde van Nederland, een werk dat meerdere malen werd herdrukt en gezien wordt als een belangrijk standaardwerk ten behoeve van de opleiding van geografen in de periode voor de Tweede Wereldoorlog. Nieuw was dat in zijn benadering Nederland werd ingedeeld op basis van de natuurlijke gesteldheid. Schuiling verwoordde dat als volgt: "De aard van den bodem is de diepstliggende oorzaak van het verschillend voorkomen der afzonderlijke landschappen van ons vaderland".
Hoewel hij nooit zelf Nederlands-Indië heeft bezocht werd hij toch beschouwd als een Indiëkenner. In zijn Schoolkaart van Insulinde toonde hij zijn geografisch kennis van dit gebied. In 1924 werd hij benoemd tot ridder in de Orde van Oranje-Nassau.
Schuiling trouwde op 17 augustus 1878 te Groningen met Johanna Rodenburg. Uit dit huwelijk werd onder meer Dirk Schuiling geboren. Hij overleed in juni 1936 op 82-jarige leeftijd in zijn woonplaats Deventer.